# Sommet spécial du G7 de 2014
Pour un article plus général, voir Groupe des sept.
Le sommet spécial du G7 est une réunion exceptionnelle du G7 entre les dirigeants des sept pays les plus industrialisés et l'Union européenne, les 24 et 25 mars 2014, à La Haye. Certains autres pays sont également invités au sommet, que les Pays-Bas accueillent exceptionnellement, sur demande du président américain, Barack Obama. Cette conférence est notamment l'occasion pour les dirigeants présents d'aborder les sanctions contre la Russie et son président Vladimir Poutine, exclu du G8 après l'annexion non reconnue par la communauté internationale de la péninsule de Crimée à la fédération de Russie.

## Participants

### Dirigeants du G7
| Participants au G7 spécial |             |                   |                      |
| Membre                     | Membre      | Représenté par    | Fonction             |
| Drapeau du Canada          | Canada      | Stephen Harper    | Premier ministre     |
| Drapeau de la France       | France      | François Hollande | Président            |
| Drapeau de l'Allemagne     | Allemagne   | Angela Merkel     | Chancelière          |
| Drapeau de l'Italie        | Italie      | Matteo Renzi      | Président du Conseil |
| Drapeau du Japon           | Japon       | Shinzo Abe        | Premier ministre     |
| Drapeau du Royaume-Uni     | Royaume-Uni | David Cameron     | Premier ministre     |
| Drapeau des États-Unis     | États-Unis  | Barack Obama      | Président            |

### Instances internationales
| Drapeau de l’Union européenne | Union européenne | José Manuel Barroso Herman Van Rompuy | Président de la Commission Président du Conseil |

## Programme du sommet

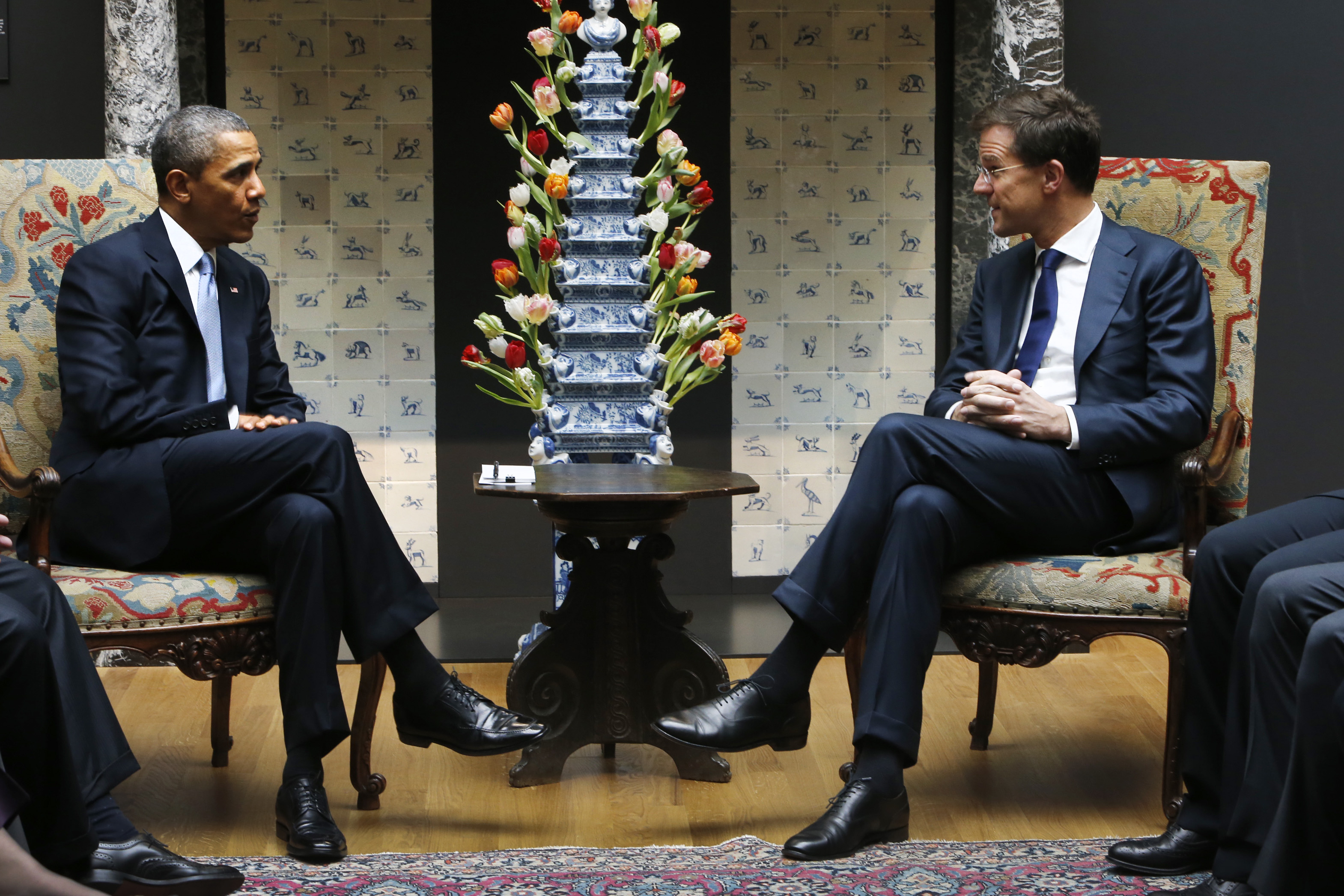
Obama et Rutte échangent sur divers sujets. Bien qu'officiellement non-présent au G7, le Premier ministre néerlandais a été convié à différentes réunions.

Le Premier ministre néerlandais Mark Rutte est hôte de la conférence, bien que n'y participant pas. Les dirigeants se réunissent à la Catshuis, résidence du chef du gouvernement, et sont reçus pour un dîner par le roi Willem-Alexander dans son palais. En pleine crise de Crimée, les membres du G7 ont pris des sanctions économiques et politiques contre la Russie allant jusqu'à l'expulser du groupe économique. Les dirigeants ont aussi pris des mesures politico-diplomatiques sur la situation en Ukraine. Suite cette réunion, les chefs d'État se sont retrouvés plus tard à Bruxelles pour une réunion spéciale sur les mêmes thèmes.
Les avions des chefs d'État présents au sommet spécial du G7 2014 ont été réceptionnés à Schiphol, ce qui est contraire à la règle qui veut que les réceptions diplomatiques aux Pays-Bas se fassent à l'aéroport de Rotterdam La Haye. Cependant, le grand aéroport d'Amsterdam était plus facile à sécuriser et offrait plus d'espace pour garer les aéronefs, en l'occurrence sur une piste d'atterrissage fermée durant le sommet, la Polderbaan.